# 2121 Sevastopol
För andra betydelser, se Sevastopol (olika betydelser).
2121 Sevastopol eller 1971 ME är en asteroid i huvudbältet som upptäcktes den 27 juni 1971 av den ryska astronomen Tamara Smirnova vid Krims astrofysiska observatorium på Krim. Den har fått sitt namn efter staden Sevastopol på Krim.
Asteroiden har en diameter på ungefär 8 kilometer.